# Liúva I
Liúva I foi o sucessor de Atanagildo, em 568, no trono dos Visigodos de Toledo.

## Reinado
Liúva não foi bem recebido na Península com esta eleição (é sabido que a monarquia visigótica foi seletiva e que todas as tentativas de torná-la hereditária foram perseguidas com fúria e crueldade) e nenhum dos problemas pendentes foram resolvidos. Pelo contrário, o sentimento de fraqueza dado pelo seu antecessor, Atanagildo, fez com que os bizantinos expandissem suas possessões no Sul e no Levante, e favoreceu, em certa medida, um surto ocasional de audácia no Reino Suevo, que em uma manobra diversiva tentou apoderar-se de áreas que continuavam escapando do domínio visigótico.
O rei também teve problemas com a Septimânia, afinal, este era um território que os francos queriam conquistar. Com todos esses empecilhos citados anteriormente, rapidamente Liúva I associa seu irmão Leovigildo ao trono, inicialmente confiando-o, principalmente, a Hispânia Citerior.

## Morte
Liúva governou as possessões visigodas ao norte dos Pirenéus até à sua morte em 572 ou 573. Deixando toda a monarquia nas mãos do seu irmão Leovigildo, tendo este casado com a viúva de Atanagildo.